# It’s Nice to Have a Friend
It’s Nice to Have a Friend (englisch für „Es ist schön einen Freund zu haben“) ist ein Song der US-amerikanischen Popsängerin Taylor Swift, der am 23. August 2019 als 17. und damit vorletzter Track auf Swifts siebten Studioalbum Lover erschien.

## Inhalt
It’s Nice to Have a Friend beschreibt wie über die Jahre aus zwei Schulfreunden ein Ehepaar wird. In der ersten der drei je sechszeiligen Strophen fragt die Ich-Erzählerin nach Schulschluss einen Klassenkameraden, ob er sie nicht nach Hause begleiten will. Es ist Winter und es liegt Schnee. Da die Ich-Erzählerin ihre Handschuhe verloren hatte, gibt der Klassenkamerad ihr einen Handschuh ab. Dann fragt der Klassenkamerad, ob sie sich nicht mal treffen wollen, was die Ich-Erzählerin gerne annimmt. So gehen die beiden gemeinsam zelten und spielen Videospiele zusammen, wobei der Klassenkamerad ihr einen Zettel gibt (dessen Inhalt nicht erwähnt wird). Daraufhin folgt das erste Mal der Refrain bestehend aus der einmal wiederholten Zeile „Es ist schön einen Freund zu haben“ (It’s Nice to Have a Friend). In der zweiten Strophe sitzen die Freunde bei Sonnenuntergang auf einem Hausdach (eine ähnlichere Szenerie verwendete Swift bereits in King of My Heart vom Vorgängeralbum) und beantworten sich ehrlich zwanzig Fragen. Sie gestehen sich, dass sie beide in letzter Zeit gestresst gewesen waren und der Freund verspürt plötzlich das Verlangen, die Hand der Ich-Erzählerin zu berühren. Daraufhin folgt der Refrain und ein Instrumental-Teil. Die anschließende dritte Strophe spielt an die erste an. So sind statt der Schulglocke Kirchenglocken zu hören und der bei der Hochzeit auf den Boden geworfene Reis erinnert die Ich-Erzählerin an den Schnee. Nach der Hochzeit bringt der Ehemann seine Ehefrau in ihr gemeinsames Zuhause, wo die Ich-Erzählerin erstmal das ganze Wochenende im Bett bleibt und das Gefühl eines Eigenheims genießt. Die Ich-Erzählerin fordert ihren Mann nun auf, ihren Einsatz „mitzuziehen“ (Redewendung aus dem Poker dafür, ehrlich zueinander zu sein) und ihr täglich den Rücken freizuhalten, wofür sie ihn im Gegenzug „Babe“ nennt. Der Song endet dann mit einem letzten Refrain, in dem die namensgebende Zeile dreimal gesungen wird.
Wie auch in anderen Songs von Taylor Swift finden sich auch in It’s Nice to Have a Friend Anspielungen an frühere Werke der Künstlerin. So trafen sich die Hauptcharaktere bereits in King of My Heart auf einem Hausdach in den Abendstunden und die Wendung „to call somebody’s bluff“ verwendete Swift auch auf End Game (beide stammen vom Vorgängeralbum).

## Kommerzieller Erfolg
| ChartsChartplatzierungen       | Höchstplatzierung | Wochen |
| ------------------------------ | ----------------- | ------ |
| Vereinigte Staaten (Billboard) | 92 (1 Wo.)        | 1      |

Obwohl It’s Nice to Have a Friend nie als Single veröffentlicht, erreichte es wie alle anderen Lieder des Albums eine Platzierung in den Billboard Hot 100, wenngleich mit dem 92. Platz die niedrigste des Albums.